# 1276 Ucclia
1276 Ucclia је астероид главног астероидног појаса. Приближан пречник астероида је 30,63 ,
а средња удаљеност астероида од Сунца износи 3,182 астрономских јединица (АЈ).
Инклинација (нагиб) орбите у односу на раван еклиптике је 23,292 степени, а орбитални период износи 2073,284 дана (5,676 година). Ексцентрицитет орбите астероида износи 0,096.
Апсолутна магнитуда астероида износи 10,40 а геометријски албедо 0,130.
Астероид је откривен 24. јануара 1933. године.